# Scivolando verso l'alto
Scivolando verso l'alto è il secondo album in studio del cantautore italiano Gigi D'Alessio, pubblicato il 23 marzo 1993.

## Tracce
Testi di Vincenzo D'Agostino, Luigi D'Alessio, eccetto dove indicato, musiche di Gigi D'Alessio.
1. Comm'e si femmena – 4:19
2. Nun ce fa sentere – 4:40
3. Un mese in ritardo – 3:58
4. Mezz'ora fa – 3:50
5. Nun m'avevo annamurà (Luigi D'Alessio, Vincenzo D'Agostino, Luigi Giuliano) – 3:32
6. Si vengo a vivere cu tte – 4:00
7. Perché non lasci tuo marito – 4:14
8. Si tenisse 18 anne – 4:05
9. Ma chi ce stà – 4:10
10. Sto peggio e te – 4:41

## Formazione
- Gigi D'Alessio – voce, tastiera, pianoforte, fisarmonica
- Massimiliano Agati – batteria
- Maurizio Ponzo – chitarra
- Luigi Sigilli – basso
- Ezio Rossi – tastiera, programmazione, chitarra
- Peppe Sannino – percussioni
- Pasquale Laino – sassofono